# تپه اطراف شهر سوخته ۳۳۸
تپه اطراف شهر سوخته ۳۳۸ مربوط به هزاره سوم قبل از میلاد است و در شهرستان زابل، بخش شیب آب، دهستان لوتک، روستای حومه شهر سوخته، ۱۲ کیلومتری جنوب شرق پایگاه باستان‌شناسی واقع شده و این اثر در تاریخ ۱۳ آبان ۱۳۸۶ با شمارهٔ ثبت ۱۹۷۷۶ به‌عنوان یکی از آثار ملی ایران به ثبت رسیده است.